# پدرخوانده (مجموعه تلویزیونی ۱۳۷۸)
پدرخوانده یک مجموعه تلویزیونی محصول سال ۱۳۷۸ به کارگردانی ، نویسندگی و تهیه‌کنندگی حمید قدکچیان می‌باشد که از شبکه تهران پخش شد.

## خلاصه داستان
عبدالعلی گلابگیر (اکبر عبدی) از کاشان به تهران می‌آید تا خواهر زاده‌های خود را به خانه بخت بفرستد.
او در ادامه داستان با عمه خواهرزاده‌هایش ازدواج کرده و …

## بازیگران
- حمیده خیرآبادی
- نعمت‌الله گرجی
- اکرم محمدی
- محمدعلی ورشوچی
- ناصر گیتی‌جاه
- سیامک اشعریون
- اکبر عبدی
- محمود عزیزی
- محمود جعفری (بازیگر)
- مهدی تبری
- محسن قبادی
- محسن حاجیلو
- کوشان قدکچیان
- کاظم افرندنیا
- عباس محبوب
- شیرین کاظمی
- امید عامری
- احمد بهروزی
- آناهیتا همتی
- یکتا ناصر
- شهاب احمدلو